# Contrat d'assurance
Le contrat d'assurance est un contrat par lequel un preneur paie un assureur pour couvrir un risque auquel il s'expose au moyen du versement d'une prestation ou pour procurer un bénéfice à un tiers en cas de réalisation du risque. 

## Droit par système juridique

### Common law
Selon le Black's Law Dictionary, un contrat d'assurance est « le contrat par lequel l'assureur s'engage à fournir des services ou des prestations à ceux qui sont assurés ».

### Droit français
Le code des assurances français ne définit pas le contrat d'assurance. Un contrat d’assurance est une convention par laquelle une partie (le souscripteur) se fait promettre pour son compte ou celui d’un tiers par une autre partie (l’assureur) une prestation généralement pécuniaire en cas de réalisation d’un risque, moyennant le paiement d’une prime ou cotisation ». Il est régi par les principes généraux du Code civil et par la réglementation particulière prévue par le Code des assurances (ou par le Code de la mutualité s'il a été conclu par une mutuelle).

### Droit québécois
En droit québécois, l'article 2389 du Code civil du Québec définit le contrat d'assurance comme étant « celui par lequel l’assureur, moyennant une prime ou cotisation, s’oblige à verser au preneur ou à un tiers une prestation dans le cas où un risque couvert par l’assurance se réalise »,. Les articles suivants du Code civil, la jurisprudence et la doctrine des auteurs tels que Lluelles et Lanctôt apportent également des éclaircisssements au sujet du contrat d'assurance.